# Elaeocarpus comptonii
Elaeocarpus comptonii là một loài thực vật có hoa trong họ Côm. Loài này được Baker f. mô tả khoa học đầu tiên năm 1921.